# Coupes de Pâques 2013
Navigation
Édition précédente Édition suivante
Les Coupes de Pâques 2013 sont la 46e édition de l'épreuve et la 1re manche du FIA GT Series 2013. Elles ont été remportées le 1er avril 2013 par l'Audi no 13 d'Edward Sandström et Frank Stippler.
47e édition et 1re manche du calendrier du FIA GT Series 2013, les Coupes de Pâques se déroulent du 30 mars 2013 au 1er avril 2013.
En plus d'accueillir le FIA GT Series 2013, elles reçoivent diverses courses supports.

## Circuit

Le Circuit Paul Armagnac, cadre des Coupes de Pâques 2013.

Les Coupes de Pâques 2013 se déroulent sur le Circuit Paul Armagnac dans le Gers. Il est caractérisé par ses nombreux virages variés, qui en font un tracé technique. Il comporte également une ligne droite de plus de 900 mètres, la « ligne droite de l'aérodrome », lieu de nombreux dépassements. Ce circuit est célèbre car il a accueilli à deux reprises le Grand Prix moto de France.

## FIA GT Series 2013

### Engagés
On note la présence de Sébastien Loeb, nonuple champion du monde des rallyes, et de Fabien Barthez, vainqueur de la Coupe du monde de football en 1998

## Qualifications
| Pos. | No. | Pilote 1               | Équipe                       | Session 1    | Session 2    | Session 3    | Grille |
| Pos. | No. | Pilote 2               | Équipe                       | Session 1    | Session 2    | Session 3    | Grille |
| ---- | --- | ---------------------- | ---------------------------- | ------------ | ------------ | ------------ | ------ |
| 1    | 12  | Nikolaus Mayr-Melnhof  | Belgian Audi Club Team WRT   | 1:35.718     | 1:27.107     | 1:26.091     | 1      |
| 1    | 12  | René Rast              | Belgian Audi Club Team WRT   | 1:35.718     | 1:27.107     | 1:26.091     | 1      |
| 2    | 9   | Sébastien Loeb         | Sébastien Loeb Racing        | 1:29.359     | 1:26.840     | 1:26.210     | 2      |
| 2    | 9   | Álvaro Parente         | Sébastien Loeb Racing        | 1:29.359     | 1:26.840     | 1:26.210     | 2      |
| 3    | 13  | Edward Sandström       | Belgian Audi Club Team WRT   | 1:30.780     | 1:27.000     | 1:26.528     | 3      |
| 3    | 13  | Frank Stippler         | Belgian Audi Club Team WRT   | 1:30.780     | 1:27.000     | 1:26.528     | 3      |
| 4    | 11  | Stéphane Ortelli       | Belgian Audi Club Team WRT   | 1:30.530     | 1:26.670     | 1:26.779     | 4      |
| 4    | 11  | Laurens Vanthoor       | Belgian Audi Club Team WRT   | 1:30.530     | 1:26.670     | 1:26.779     | 4      |
| 5    | 14  | César Campaniço        | Team Novadriver              | 1:30.795     | 1:27.174     | 1:26.862     | 15     |
| 5    | 14  | Carlos Vieira          | Team Novadriver              | 1:30.795     | 1:27.174     | 1:26.862     | 15     |
| 6    | 0   | Cacá Bueno             | BMW Sport Trophy Team Brasil | 1:30.247     | 1:27.601     | 1:27.110     | 5      |
| 6    | 0   | Allam Khodair          | BMW Sport Trophy Team Brasil | 1:30.247     | 1:27.601     | 1:27.110     | 5      |
| 7    | 35  | Alex Buncombe          | Nissan GT Academy Team RJN   | 1:31.272     | 1:27.145     | 1:27.436     | 6      |
| 7    | 35  | Lucas Ordóñez          | Nissan GT Academy Team RJN   | 1:31.272     | 1:27.145     | 1:27.436     | 6      |
| 8    | 5   | Anthony Kumpen         | Phoenix Racing               | 1:31.138     | 1:27.774     | 1:27.474     | 7      |
| 8    | 5   | Enzo Ide               | Phoenix Racing               | 1:31.138     | 1:27.774     | 1:27.474     | 7      |
| 9    | 10  | Mike Parisy            | Sébastien Loeb Racing        | 1:30.290     | 1:26.804     | pas de temps | 8      |
| 9    | 10  | Andreas Zuber          | Sébastien Loeb Racing        | 1:30.290     | 1:26.804     | pas de temps | 8      |
| 10   | 1   | Maximilian Buhk        | HTP Gravity Charouz          | 1:29.166     | 1:27.797     | pas de temps | 9      |
| 10   | 1   | Alon Day               | HTP Gravity Charouz          | 1:29.166     | 1:27.797     | pas de temps | 9      |
| 11   | 21  | Sérgio Jimenez         | BMW Sport Trophy Team Brasil | 1:30.344     | 1:27.860     |              | 10     |
| 11   | 21  | Ricardo Zonta          | BMW Sport Trophy Team Brasil | 1:30.344     | 1:27.860     |              | 10     |
| 12   | 28  | Karun Chandhok         | Seyffarth Motorsport         | 1:31.815     | 1:27.920     |              | 11     |
| 12   | 28  | Jan Seyffarth          | Seyffarth Motorsport         | 1:31.815     | 1:27.920     |              | 11     |
| 13   | 25  | Dominik Baumann        | Grasser Racing               | 1:32.278     | 1:28.147     |              | 12     |
| 13   | 25  | Hari Proczyk           | Grasser Racing               | 1:32.278     | 1:28.147     |              | 12     |
| 14   | 7   | Cláudio Ricci          | Rodrive Competições          | 1:29.976     | 1:28.334     |              | 13     |
| 14   | 7   | Matheus Stumpf         | Rodrive Competições          | 1:29.976     | 1:28.334     |              | 13     |
| 15   | 2   | Sergey Afanasyev       | HTP Gravity Charouz          | 1:29.359     | 1:28.397     |              | 14     |
| 15   | 2   | Andreas Simonsen       | HTP Gravity Charouz          | 1:29.359     | 1:28.397     |              | 14     |
| 16   | 32  | Wolfgang Reip          | Nissan GT Academy Team RJN   | 1:31.794     | 1:29:050     |              | 16     |
| 16   | 32  | Mark Shulzhitskiy (en) | Nissan GT Academy Team RJN   | 1:31.794     | 1:29:050     |              | 16     |
| 17   | 6   | Julien Jousse          | BMW Sports Trophy Team India | 1:31.391     | 1:29.145     |              | 17     |
| 17   | 6   | Armaan Ebrahim         | BMW Sports Trophy Team India | 1:31.391     | 1:29.145     |              | 17     |
| 18   | 31  | Fabien Barthez         | SOFREV Auto Sport Promotion  | 1:39.046     | 1:29.426     |              | 18     |
| 18   | 31  | Gérard Tonelli         | SOFREV Auto Sport Promotion  | 1:39.046     | 1:29.426     |              | 18     |
| 19   | 16  | Daniel Keilwitz        | Dörr Motorsport              | 1:29.990     | 1:29.463     |              | 19     |
| 19   | 16  | Niclas Kentenich       | Dörr Motorsport              | 1:29.990     | 1:29.463     |              | 19     |
| 20   | 30  | Soheil Ayari           | SOFREV Auto Sport Promotion  | 1:34.513     | 1:29.656     |              | 20     |
| 20   | 30  | Jean-Luc Beaubélique   | SOFREV Auto Sport Promotion  | 1:34.513     | 1:29.656     |              | 20     |
| 21   | 8   | Raijan Mascarello      | Rodrive Competições          | 1:38.768     | 1:31.522     |              | 21     |
| 21   | 8   | Felipe Tozzo           | Rodrive Competições          | 1:38.768     | 1:31.522     |              | 21     |
| 22   | 3   | Petr Charouz           | HTP Gravity Charouz          | 1:41.527     | 1:39.063     |              | 22     |
| 22   | 3   | Jan Stoviček           | HTP Gravity Charouz          | 1:41.527     | 1:39.063     |              | 22     |
| Np   | 51  | Fabio Onidi            | AF Corse                     | pas de temps | pas de temps |              | 23     |
| Np   | 51  | Filip Salaquarda       | AF Corse                     | pas de temps | pas de temps |              | 23     |

## Course qualificative
Voici le classement officiel au terme de la course qualificative.
- Les vainqueurs de chaque catégorie sont inscrits en gras.

| Pos. | Classe | No. | Équipe                       | Pilotes                              | Constructeurs | Tours | Temps      |
| ---- | ------ | --- | ---------------------------- | ------------------------------------ | ------------- | ----- | ---------- |
| 1    | Pro    | 9   | Sébastien Loeb Racing        | Sébastien Loeb Álvaro Parente        | McLaren       | 39    |            |
| 2    | Pro-Am | 12  | Belgian Audi Club Team WRT   | Nikolaus Mayr-Melnhof René Rast      | Audi          | 39    | +5.323     |
| 3    | Pro    | 1   | HTP Gravity Charouz          | Maximilian Buhk Alon Day             | Mercedes-Benz | 39    | +5.511     |
| 4    | Pro    | 5   | Phoenix Racing               | Anthony Kumpen Enzo Ide              | Audi          | 39    | +25.257    |
| 5    | Pro-Am | 14  | Team Novadriver              | César Campaniço Carlos Vieira        | Audi          | 39    | +25.928    |
| 6    | Pro    | 28  | Seyffarth Motorsport         | Karun Chandhok Jan Seyffarth         | Mercedes-Benz | 39    | +41.088    |
| 7    | Pro    | 0   | BMW Sport Trophy Team Brasil | Cacá Bueno Allam Khodair             | BMW           | 39    | +47.646    |
| 8    | Pro    | 21  | BMW Sport Trophy Team Brasil | Sérgio Jimenez Ricardo Zonta         | BMW           | 39    | +49.278    |
| 9    | Pro    | 7   | Rodrive Competições          | Cláudio Ricci Matheus Stumpf         | Ford          | 39    | +58.852    |
| 10   | Pro    | 10  | Sébastien Loeb Racing        | Mike Parisy Andreas Zuber            | McLaren       | 39    | +59.938    |
| 11   | Pro-Am | 6   | BMW Sport Trophy Team India  | Julien Jousse Armaan Ebrahim         | BMW           | 39    | +1:04.496  |
| 12   | Pro-Am | 25  | Grasser Racing               | Dominik Baumann Hari Proczyk         | Lamborghini   | 39    | +1:07.981  |
| 13   | Pro-Am | 2   | HTP Gravity Charouz          | Sergey Afanasyev Andreas Simonsen    | Mercedes-Benz | 39    | +1:09.067  |
| 14   | Pro-Am | 32  | Nissan GT Academy Team RJN   | Wolfgang Reip Mark Shulzhitskiy (en) | Nissan        | 39    | +1:19.144  |
| 15   | Gent.  | 31  | SOFREV Auto Sport Promotion  | Fabien Barthez Gérard Tonelli        | Ferrari       | 38    | +1 Tour    |
| 16   | Pro    | 11  | Belgian Audi Club Team WRT   | Stéphane Ortelli Laurens Vanthoor    | Audi          | 38    | +1 Tour    |
| 17   | Gent.  | 8   | Rodrive Competições          | Raijan Mascarello Felipe Tozzo       | Ford          | 37    | +2 Tours   |
| 18   | Gent.  | 3   | HTP Gravity Charouz          | Petr Charouz Jan Stoviček            | Mercedes-Benz | 37    | +2 Tours   |
| 19   | Pro-Am | 35  | Nissan GT Academy Team RJN   | Alex Buncombe Lucas Ordóñez          | Nissan        | 36    | Mécanique  |
| Abd  | Pro    | 16  | Dörr Motorsport              | Daniel Keilwitz Niclas Kentenich     | McLaren       | 18    | Mécanique  |
| Abd  | Pro    | 13  | Belgian Audi Club Team WRT   | Edward Sandström Frank Stippler      | Audi          | 17    | Électrique |
| Abd  | Pro-Am | 30  | SOFREV Auto Sport Promotion  | Soheil Ayari Jean-Luc Beaubélique    | Ferrari       | 1     | Mécanique  |
| Np   | Pro-Am | 51  | AF Corse                     | Fabio Onidi Filip Salaquarda         | Ferrari       | –     | Collision  |

## Résultats
Voici le classement officiel au terme de la course.
- Les vainqueurs de chaque catégorie sont inscrits en gras.

| Pos. | Classe | No. | Équipe                       | Pilotes                              | Constructeurs | Tours | Temps     |
| ---- | ------ | --- | ---------------------------- | ------------------------------------ | ------------- | ----- | --------- |
| 1    | Pro    | 13  | Belgian Audi Club Team WRT   | Edward Sandström Frank Stippler      | Audi          | 35    |           |
| 2    | Pro    | 11  | Belgian Audi Club Team WRT   | Stéphane Ortelli Laurens Vanthoor    | Audi          | 35    | +8.041    |
| 3    | Pro    | 1   | HTP Gravity Charouz          | Maximilian Buhk Alon Day             | Mercedes-Benz | 35    | +8.950    |
| 4    | Pro    | 5   | Phoenix Racing               | Anthony Kumpen Enzo Ide              | Audi          | 35    | +10.085   |
| 5    | Pro-Am | 14  | Team Novadriver              | César Campaniço Carlos Vieira        | Audi          | 35    | +15.248   |
| 6    | Pro-Am | 12  | Belgian Audi Club Team WRT   | Nikolaus Mayr-Melnhof René Rast      | Audi          | 35    | +18.050   |
| 7    | Pro-Am | 35  | Nissan GT Academy Team RJN   | Alex Buncombe Lucas Ordóñez          | Nissan        | 35    | +18.637   |
| 8    | Pro-Am | 25  | Grasser Racing               | Dominik Baumann Hari Proczyk         | Lamborghini   | 35    | +31.438   |
| 9    | Pro    | 0   | BMW Sport Trophy Team Brasil | Cacá Bueno Allam Khodair             | BMW           | 35    | +34.599   |
| 10   | Pro    | 28  | Seyffarth Motorsport         | Karun Chandhok Jan Seyffarth         | Mercedes-Benz | 35    | +35.056   |
| 11   | Pro    | 10  | Sébastien Loeb Racing        | Mike Parisy Andreas Zuber            | McLaren       | 35    | +36.407   |
| 12   | Pro    | 9   | Sébastien Loeb Racing        | Sébastien Loeb Álvaro Parente        | McLaren       | 35    | +41.035   |
| 13   | Pro    | 21  | BMW Sport Trophy Team Brasil | Sérgio Jimenez Ricardo Zonta         | BMW           | 35    | +53.581   |
| 14   | Pro-Am | 32  | Nissan GT Academy Team RJN   | Wolfgang Reip Mark Shulzhitskiy (en) | Nissan        | 35    | +1:08.461 |
| 15   | Pro-Am | 7   | Rodrive Competições          | Cláudio Ricci Matheus Stumpf         | Ford          | 35    | +1:15.160 |
| 16   | Pro-Am | 2   | HTP Gravity Charouz          | Sergey Afanasyev Andreas Simonsen    | Mercedes-Benz | 35    | +1:23.670 |
| 17   | Pro    | 16  | Dörr Motorsport              | Daniel Keilwitz Niclas Kentenich     | McLaren       | 35    | +1:24.393 |
| 18   | Pro-Am | 6   | BMW Sports Trophy Team India | Julien Jousse Armaan Ebrahim         | BMW           | 34    | +1 Tour   |
| 19   | Pro-Am | 30  | SOFREV Auto Sport Promotion  | Soheil Ayari Jean-Luc Beaubélique    | Ferrari       | 34    | +1 Tour   |
| 20   | Gent.  | 31  | SOFREV Auto Sport Promotion  | Fabien Barthez Gérard Tonelli        | Ferrari       | 34    | +1 Tour   |
| 21   | Gent.  | 3   | HTP Gravity Charouz          | Petr Charouz Jan Stoviček            | Mercedes-Benz | 33    | +2 Tours  |
| 22   | Gent.  | 8   | Rodrive Competições          | Raijan Mascarello Felipe Tozzo       | Ford          | 33    | +2 Tours  |
| Np   | Pro-Am | 51  | AF Corse                     | Fabio Onidi Filip Salaquarda         | Ferrari       | –     | Collision |